# Риъл Уърлд Рекърдс
Риъл Уърлд Рекърдс (Real World Records) е звукозаписна компания, учредена през 1989 година от Питър Гейбриъл, с цел записване и продуциране на етно музика.

## Преглед
Тя израства заедно с успеха на фестивалите УОМАД и изследването на Питър Гейбриъл на музиката, принадлежаща на други култури; така лейбълът помага за популяризирането на фолклорната музика през 90-те години. Много от записите към лейбъла са създадени в Риъл Уърлд Студиос. Лейбълът се разпространява в САЩ чрез Райко.

## Музиканти
Част от музикантите, които работят с Риъл Уърлд Рекърдс, са:
- Афро Келт Саунд Систъм
- Бернард Кабанда
- Биг Блу Бол
- Чарли Уинстън
- Креол Куайър ъф Куба
- Денг Фивър
- Фарафина
- Фатала
- Джефри Ориема
- Хоба Хоба Спирит
- Джони Калси
- Джой
- Джоузеф Артър[1]
- Литъл Акс
- Мариам Мурсал
- Нусрат Фатех Али Хан
- Озоматли
- Пабан Дас Баул [2]
- Папа Уемба
- Питър Гейбриъл
- Портико Куортет
- Шейла Чандра
- Севара Назархан
- Спайро
- Блайнд Бойс ъф Алабама
- Имаджинд Вилидж